# 朱橞
谷王朱橞（1379年4月30日—1428年），明太祖朱元璋第十九子，母郭惠妃為滁陽王郭子興女，明朝第一代亦為唯一一代谷王，在位二十六年。

## 生平
他在洪武二十四年四月十三日（1391年5月17日）受封谷王，之所以稱作谷王，是因為就藩地宣府古名上谷郡。一作如意王。洪武二十八年三月十二日（1395年4月1日），就藩宣府。建文四年二月初四（1402年3月7日）改封長沙，又增加歲祿二千石。同年六月十三日（1402年7月13日），靖難之役末期燕王圍攻南京城時，與李景隆共同投降並開其鎮守的南京金川門讓燕王軍隊進城，史稱金川門之變。
朱橞在封國日益無道，奪人民田地，侵吞賦稅，又殺無罪之人。先后以忠诚伯茹瑺未曾拜谒而杀之；以长沙长史庐廷纲状告其“夺民田，侵公税，杀无辜”，朱橞反誣虞廷綱誹謗，凌遲殺害之。後來朱橞密謀謀反，被蜀獻王朱椿向明成祖告發，使其在永樂十五年二月初六（1417年2月22日）和兩個兒子一起被明成祖削為庶人，与家人一同囚禁于徽州新安卫公署内，谷國亦被撤除。宣德三年（1428年），朱橞在囚禁中去世，其家属取赴京，后安置凤阳、庐州。

## 家庭

### 妻妾
- 周氏，兵馬指揮周鐸之女，冊為谷王妃。长沙人民记恩，他们记住的是王妃周氏乐善好施、每年定期搭棚施粥，兴修寺院，还记住她的父亲兵马指挥周铎单骑上黑麋峰劝降叛军以免长沙军民涂炭之苦，因而，就有了谷王的系列美德传说，如感召三将、化僧入寺等。[3]
- 繆氏，生朱赋焮，天順八年（1464年）因兒子去世後孤苦無依，朝廷下詔加月糧薪炭，每年加絹布人二匹

### 子嗣
- 长子：谷世子朱赋灼，自焚而死，无后。
- 次子：醴陵王朱赋爚，自焚而死，无后。
- 三子：朱賦焞[4]
- 四子：朱賦焴[5]
- 五子：朱賦炯[6]
- 六子：朱赋焮，景泰五年（1454年），家庭7人与齐王少子朱贤爀一同自庐州迁移到南京监视居住時已去世，死后无嗣。[7]

- 七子：朱賦焜[8]